# Imperial Valley

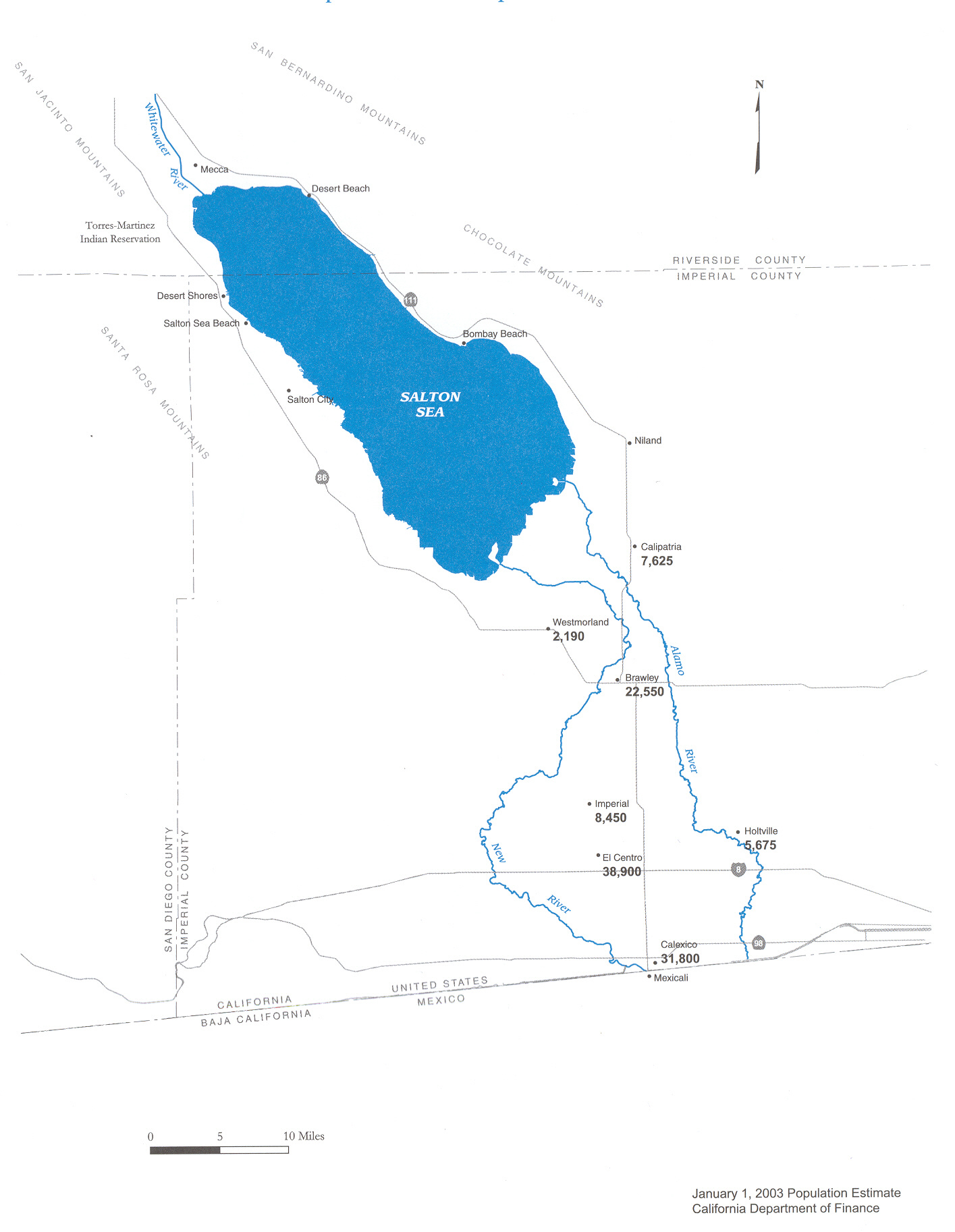
Mapa de Imperial Valley.

Imperial Valley é uma região dos Estados Unidos e México de importância agrícola, localizado no sul do estado estadunidense de California e no norte do estado mexicano de Baja California.